# Pigskin Library

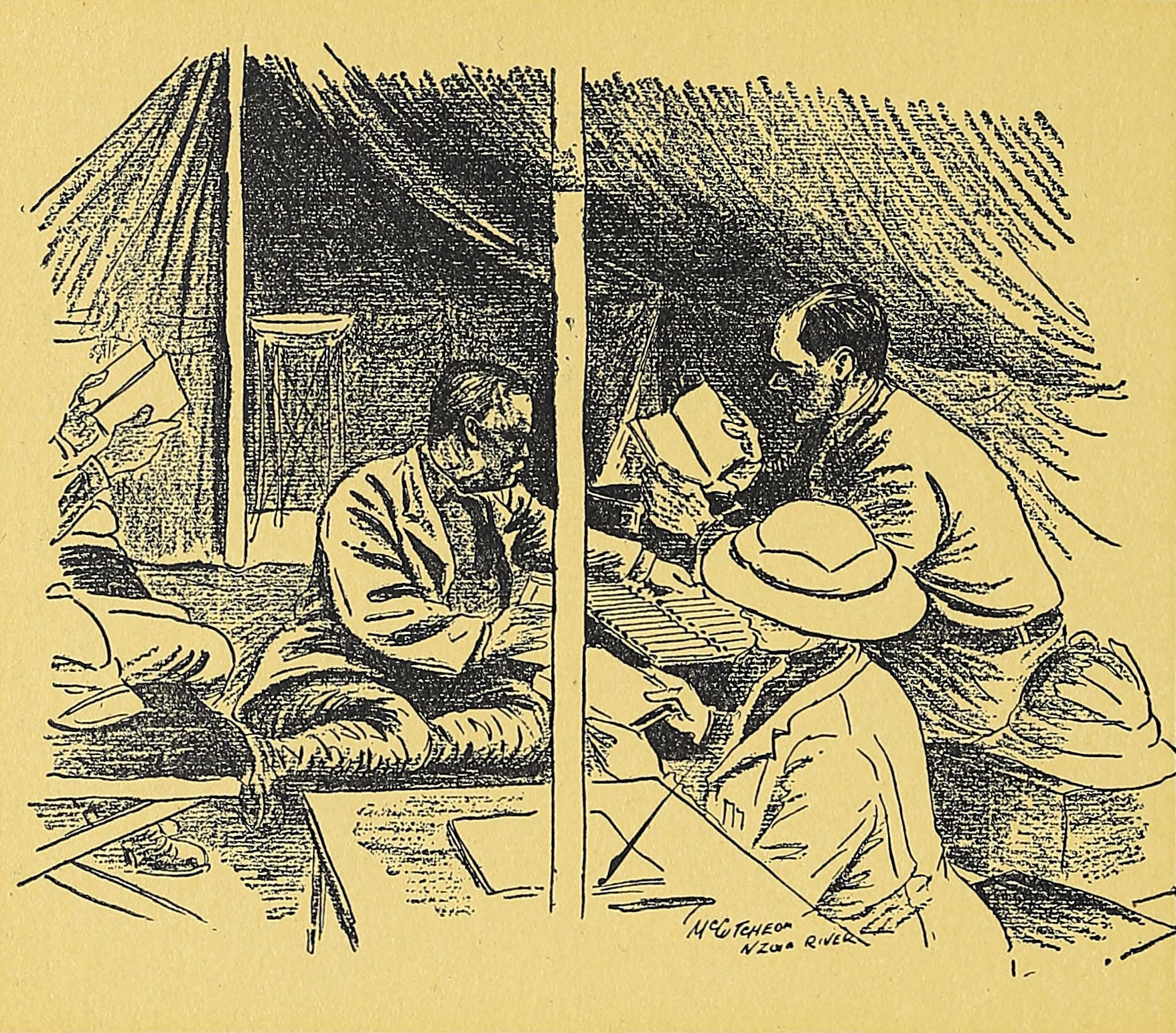
Theodore Roosevelt zeigt seinen Besuchern Delia Akeley, John T. McCutcheon und Fred Stephenson die Pigskin Library, Zeichnung von McCutcheon, 1909

Die Pigskin Library (deutsch: Schweinsleder-Bibliothek) ist die Reisebibliothek des 26. Präsidenten der Vereinigten Staaten und Friedensnobelpreisträgers Theodore Roosevelt (1858–1919). Die Sammlung von zunächst etwa 50 in Schweinsleder gebundenen Büchern war ein Geschenk seiner Schwester Corinne Roosevelt für die Mitnahme bei der Smithsonian-Roosevelt African Expedition von März 1909 bis März 1910. Roosevelt wollte während der Reise nicht auf Bücher verzichten, die üblichen Einbände hätten aber dem tropischen Klima nicht lange standgehalten. Die Pigskin Library wurde in einer Kiste aus Aluminium aufbewahrt, die so bemessen war, dass sie während der Expedition von einem Träger transportiert werden konnte.
Der Umfang der Bibliothek und ihre Bedeutung für Roosevelt wurden in mehreren zeitgenössischen Veröffentlichungen von ihm selbst und von Journalisten thematisiert. Nach der Expedition blieb die Pigskin Library im Familienbesitz. Sie wurde 1999 von einer Enkelin Roosevelts der Harvard College Library vermacht.

## Hintergrund

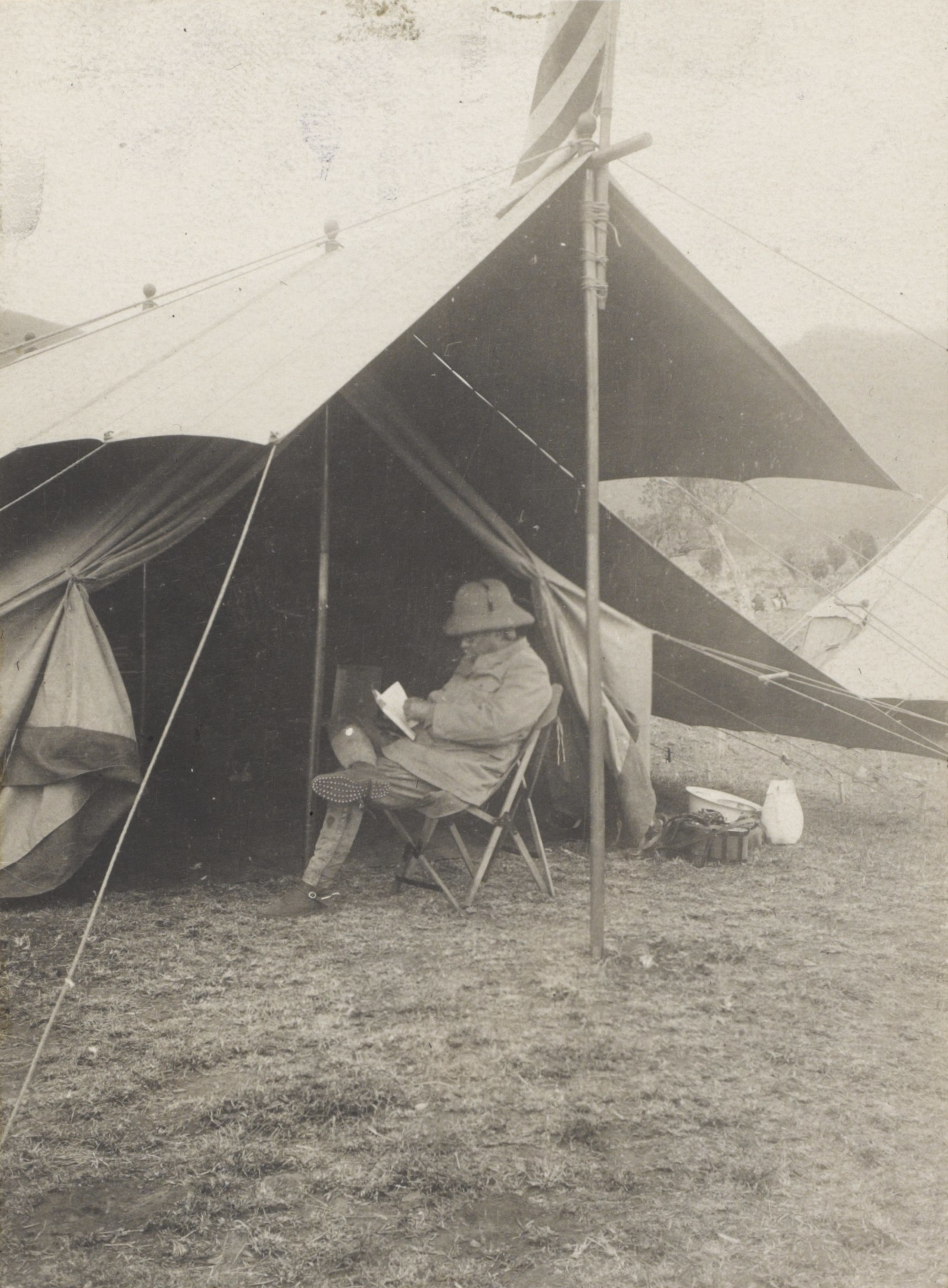
Theodore Roosevelt lesend vor seinem Zelt, Smithsonian-Roosevelt African Expedition, 1909

Während im Spätherbst 1908 Theodore Roosevelts Planungen für die Smithsonian-Roosevelt African Expedition im Gange waren, fragte ihn seine jüngere Schwester Corinne Roosevelt nach einem Abendessen der Familie, was er sich als Geschenk für die Reise wünsche. Sofort äußerte Roosevelt den Wunsch nach einer Pigskin Library, einer Auswahl von Büchern, die zum Schutz vor den strapaziösen Reisebedingungen und dem afrikanischen Klima in Schweinsleder gebunden sein sollten. Das wünsche er sich mehr als irgendetwas anderes. Noch vor der Abreise zur Expedition schrieb Corinne an Roosevelt:

“I want you both to think of me a little when you are reading in some little mosquito cage in far off Africa! I love you both dearly, & hope you will have the most wonderful trip imaginable.”

„Ich möchte dass Ihr beide ein wenig an mich denkt, wenn Ihr in einem kleinen Moskitokäfig im weit entfernten Afrika lest. Ich liebe Euch beide innig, und ich hoffe Ihr habt die wundervollste Reise die man sich vorstellen kann.“

Roosevelt beschrieb die Zweckmäßigkeit der Pigskin Library folgendermaßen:

“Often my reading would be done while resting under a tree at noon, perhaps beside the carcass of a beast I had killed, or else while waiting for camp to be pitched; and in either case it might be impossible to get water for washing. In consequence the books were stained with blood, sweat, gun-oil, dust, and ashes; ordinary bindings either vanished or became loathsome, whereas pigskin merely grew to look as a well-used saddle looks.”

„Häufig werde ich am Mittag während der Rast unter einem Baum lesen, vielleicht neben dem Kadaver eines Tieres das ich getötet habe, oder während ich darauf warte dass das Lager aufgebaut ist. In beiden Fällen könnte es unmöglich sein, Wasser zum Waschen zu bekommen. Daher würden die Bücher mit Blut, Schweiß, Waffenöl, Staub und Asche beschmutzt. Gewöhnliche Einbände würden vergehen oder Ekel erregen, während Schweinsleder gewinnt und das Aussehen eines gut gebrauchten Sattels annimmt.“

Während der Expedition zeigte sich die Zweckmäßigkeit der neuen Einbände. So stopfte Roosevelt einmal eine Puffotter, die von einem Gewehrträger gefangen und von ihm selbst mit einem Messer getötet worden war, achtlos in seine Satteltasche, wo der Einband des Nibelungenlieds vom Blut der Schlange befleckt wurde. Der ursprünglichen Sammlung wurden im Laufe der Zeit durch die Roosevelts weitere Bände zugefügt, die sie sich während der Expedition zuschicken ließen oder unterwegs kauften oder geschenkt bekamen. Die genaue Zahl der irgendwann enthaltenen Bücher steht nicht fest. Die 1999 der Harvard College Library vermachte Pigskin Library enthält 55 Bände, wobei einige Werke der von Roosevelt veröffentlichten Listen fehlen.

## Beschreibung

### Herstellung
Die Pigskin Library wurde von W. H. Lowdermilk & Company hergestellt, einem der renommiertesten Buchhändler Washingtons. Die von Theodore und Kermit Roosevelt ausgewählten Bände wurden aufgebrochen und die Seiten bis knapp an den Satzspiegel und den unverzichtbaren Teil des Bundstegs beschnitten, um Gewicht zu sparen. Der verkleinerte Buchblock wurde in einen Ganzband aus Schweinsleder gebunden. Die Pigskin Library befand sich in einer mit wasserdichtem Canvas bespannten Aluminiumkiste. Sie war innen in acht Fächer unterteilt, vier in der Breite und zwei in der Höhe. Das Gesamtgewicht betrug etwas weniger als 60 amerikanische Pfund (etwa 27 Kilogramm). Damit konnte sie von einem Träger transportiert werden.
Am 19. Februar 1909 wurde die Pigskin Library an Roosevelt ausgeliefert. John T. Loomis, einer der Inhaber der Buchhandlung, gestand in einem Begleitschreiben ein, dass ihm die Herstellung der Pigskin Library als eine Abweichung von der üblichen Routine große Sorgen gemacht habe. Er räumte aber auch ein, dass ihm die Arbeit für Roosevelt eine Freude gewesen sei, und dass er stolz wäre, wenn die Kiste und die Bücher die Reise gut überstünden. Roosevelt antwortete darauf, dass ihm die Kiste exzellent erscheine, und dass er außerordentlich erfreut über sie und die Bücher sei. Er wäre überrascht, wenn sie ihren Zweck nicht erfüllte. Loomis habe sehr zur Attraktivität der Reise beigetragen. Die Buchhandlung Brentano’s Paris gab am Ende des 20. Jahrhunderts auf ihrer Website unzutreffend an, Roosevelt habe die Pigskin Library bei Brentano’s in New York gekauft. Diese Angabe hat auch Eingang in die Fachliteratur gefunden.

### Umfang
Roosevelt hat in einem Anhang zu seinem Reisebericht African Game Trails eine Liste der Titel veröffentlicht, die ursprünglich in der Pigskin Library enthalten waren. Einige der dort aufgeführten Titel gehörten streng genommen nicht zur Pigskin Library. So hat Roosevelt mehrere Bände auf verschiedene Taschen verteilt, um mit Sicherheit immer etwas zum Lesen greifbar zu haben. Ferdinand Gregorovius’ History of Rome führte er auf der Anreise mit dem Schiff mit sich. Auf der hier wiedergegebenen Liste sind die heute verschollenen Bände mit einem nachgestellten Kreuz (†) markiert. Die Reihenfolge der Bände entspricht der Aufstellung Theodore Roosevelts. Sie enthält mehrfach anstelle identifizierbarer Titel nur die Autorennamen und zu den Titeln Angaben wie Gedichte. Die Ausgaben sicher identifizierter Werke sind vielfach nicht zu ermitteln. Zudem enthält die Liste keine Hinweise auf die Zusammenfassungen mehrerer Werke in einem Band und auf mehrbändige Werke.
- Bibel †
- Apokryphen †
- George Borrow:
  - The Bible in Spain (1843) †
  - The Zincali (1841) †
  - Lavengro (1851) †
  - Wild Wales (1862) †
  - The Romany Rye (1857) †
- Shakespeare:
  - Comedies
  - Histories and Poems
  - Tragedies
- Edmund Spenser:
  - The Faerie Queene (1596) †
- Christopher Marlowe †
- Alfred Thayer Mahan:
  - Sea Power (wahrscheinlich The Interest of America in Sea Power, Present and Future, 1897)
- Thomas Macaulay:
  - History, Essays, Poems (wahrscheinlich Critical, historical, and miscellaneous essays and poems in drei Bänden, 1880)
- Homer:
  - Ilias
  - Odyssee
- Chanson de Roland
- Nibelungenlied
- Thomas Carlyle:
  - History of Friedrich II of Prussia, Called Frederick the Great (1858)
- Percy Bysshe Shelley:
  - Poems
- Francis Bacon:
  - Essays
- James Russell Lowell:
  - Literary Essays
  - Latest Literary Essays
  - The Biglow Papers (1848)
- Ralph Waldo Emerson:
  - Poems
- Henry Wadsworth Longfellow
- Alfred Tennyson, 1. Baron Tennyson
- Edgar Allan Poe:
  - Tales
  - Poems
- John Keats
- John Milton:
  - Paradise Lost
  - Paradise Regained
- Dante:
  - Inferno (in der Übersetzung von John Aitken Carlyle)
- Oliver Wendell Holmes, Sr.:
  - The Autocrat of the Breakfast-Table (1858)
  - Over the Teacups (1891)
- Bret Harte:
  - Poems
  - The Tales of the Argonauts (1875)
  - The Luck of Roaring Camp, and Other Sketches (1870)
- Robert Browning:
  - Selections
- Samuel McChord Crothers:
  - The Gentle Reader (1903)
  - Pardoner’s Wallet
- Mark Twain:
  - The Adventures of Tom Sawyer (1876)
  - Adventures of Huckleberry Finn (1884)
- John Bunyan:
  - The Pilgrim’s Progress (1678) †
- Euripides:
  - Hippolytus (Übersetzung von Gilbert Murray, 1902) †
  - The Bacchae (Murray, 1902) †
- Federalist Papers †
- Ferdinand Gregorovius:
  - The History of Rome in the Middle Ages †
- Walter Scott:
  - Waverley, or, ’Tis Sixty Years Since (1814) †
  - Guy Mannering, or the Astrologer (1815) †
  - The Antiquary (1816) †
  - Rob Roy (1817) †
  - A Legend of Montrose (1819) †
- James Fenimore Cooper:
  - The Pilot: A Tale of the Sea (1824) †
  - The Two Admirals (1842) †
- Jean Froissart †
- Thomas Percy:
  - Percy’s Reliques (1765/1868) †
- William Makepeace Thackeray:
  - Vanity Fair, or, a Novel without a Hero (1848) †
  - Pendennis (1850) †
- Charles Dickens:
  - The Pickwick Papers (1837) †
  - Our Mutual Friend (1865) †

### Ergänzungen während der Expedition
Die folgenden Bände wurden von Roosevelt später zugefügt. Es handelte sich um zugeschickte oder während der Reise gekaufte Bücher, und teilweise um unterwegs erhaltene Geschenke. So erhielt Roosevelt Les louves de Machecoul von Alexandre Dumas in Port Said von Etienne Jusserand geschenkt. Dieser war der Bruder seines Freundes Jean Jules Jusserand, des französischen Botschafters in Washington. In Nairobi kauften sie im Dezember 1909, vor der Abreise zum Victoriasee, eine Reihe von Ergänzungen: Cervantes’ Don Quixote, Goethes Faust, Molière, Pascal, Montaigne, den Herzog von Saint-Simon, Darwins Voyage of the Beagle und Huxleys Essays.
- Lewis Carroll:
  - Alice’s Adventures in Wonderland (1865) †
  - Through the Looking-Glass, and What Alice Found There (1871) †
- Alexandre Dumas der Ältere:
  - Les louves de Machecoul (1859) †
- Alphonse Daudet:
  - Tartarin of Tarascon (1872) †
- Maurice Francis Egan:
  - The Wiles of Sexton Maginnis (1909) †
- James Lane Allen:
  - Summer in Arcady (1896) †
- William Allen White:
  - A Certain Rich Man (1909) †
- George Meredith:
  - Farina (1857) †
- Jules Amédée Barbey d’Aurevilly:
  - Le Chevalier Des Touches (1863) †
- Charles Darwin:
  - The Zoology of the Voyage of H.M.S. Beagle (1838–1842) †
  - On the Origin of Species (1859) †
- Thomas Henry Huxley:
  - Essays †
- James George Frazer:
  - Passages of the Bible (1895) †
- William Stanley Braithwaite:
  - The Book of Elizabethan Verse (1906) †
- Edward FitzGerald:
  - The Rubaiyat of Omar Khayyam (1859) †
- Arthur de Gobineau:
  - Essai sur l’inégalité des races humaines (1853–1855) †
- Miguel de Cervantes:
  - Don Quixote
- Molière:
  - Oeuvres complètes
- Johann Wolfgang von Goethe:
  - Faust
- John Richard Green:
  - A Short History of the English People (1874) †
- Blaise Pascal
- Voltaire:
  - Siècle de Louis XIV (1751) †
- Louis de Rouvroy, duc de Saint-Simon:
  - Memoirs of the Duc de Saint-Simon on the Times of Louis XIV, and the Regency †
- George Cabot Lodge:
  - The Soul’s Inheritance †

## Bedeutung für Roosevelt
Die Pigskin Library wurde während der Expedition von Theodore und seinem Sohn Kermit intensiv genutzt. Theodore Roosevelt hat sich in Briefen an Familie und Freunde, aber auch in seinem Reisebericht African Game Trails, wiederholt über die große Bedeutung geäußert, die die Bibliothek für ihn hatte. An seinen engen Freund Henry Cabot Lodge und dessen Ehefrau Anne („Nannie“) schrieb er am 10. September 1909 nördlich des Mount-Kenya-Massivs, er sei nun zu alt, um ein Jahr als Jäger in der Wildnis zu sein und das Hirn ungenutzt zu lassen. Die Pigskin Library sei ihm in dieser Situation ebenso eine Hilfe gewesen, wie die Arbeit an den African Game Trails, die er bis zum Abschluss der Expedition in Khartum fertiggestellt haben müsse. Die Bibliothek war für Roosevelt während der Expedition so bedeutend, dass er sie während eines Zusammentreffens im November 1909 in seinem Zelt stolz seinen Besuchern Delia Akeley, John T. McCutcheon und Fred Stephenson präsentierte.
Neben der Jagd beschäftigte Roosevelt die Niederschrift seiner Erlebnisse für das Scribner’s Magazine außerordentlich. Dennoch kam es oft vor, dass er nach einer frühen Rückkehr von der Jagd zunächst eine oder zwei Stunden in einem Band aus seiner Bibliothek las, und sich erst danach um seine Niederschriften kümmerte. Noch im Januar 1910, wenige Wochen vor dem Ende der Expedition, schrieb Roosevelt seiner Schwester Corinne, dass er sich auf das Wiedersehen mit seiner Frau Edith freue, und dass die Pigskin Library weiterhin eine Quelle der Behaglichkeit sei.

## Öffentliche Erörterung der Buchauswahl

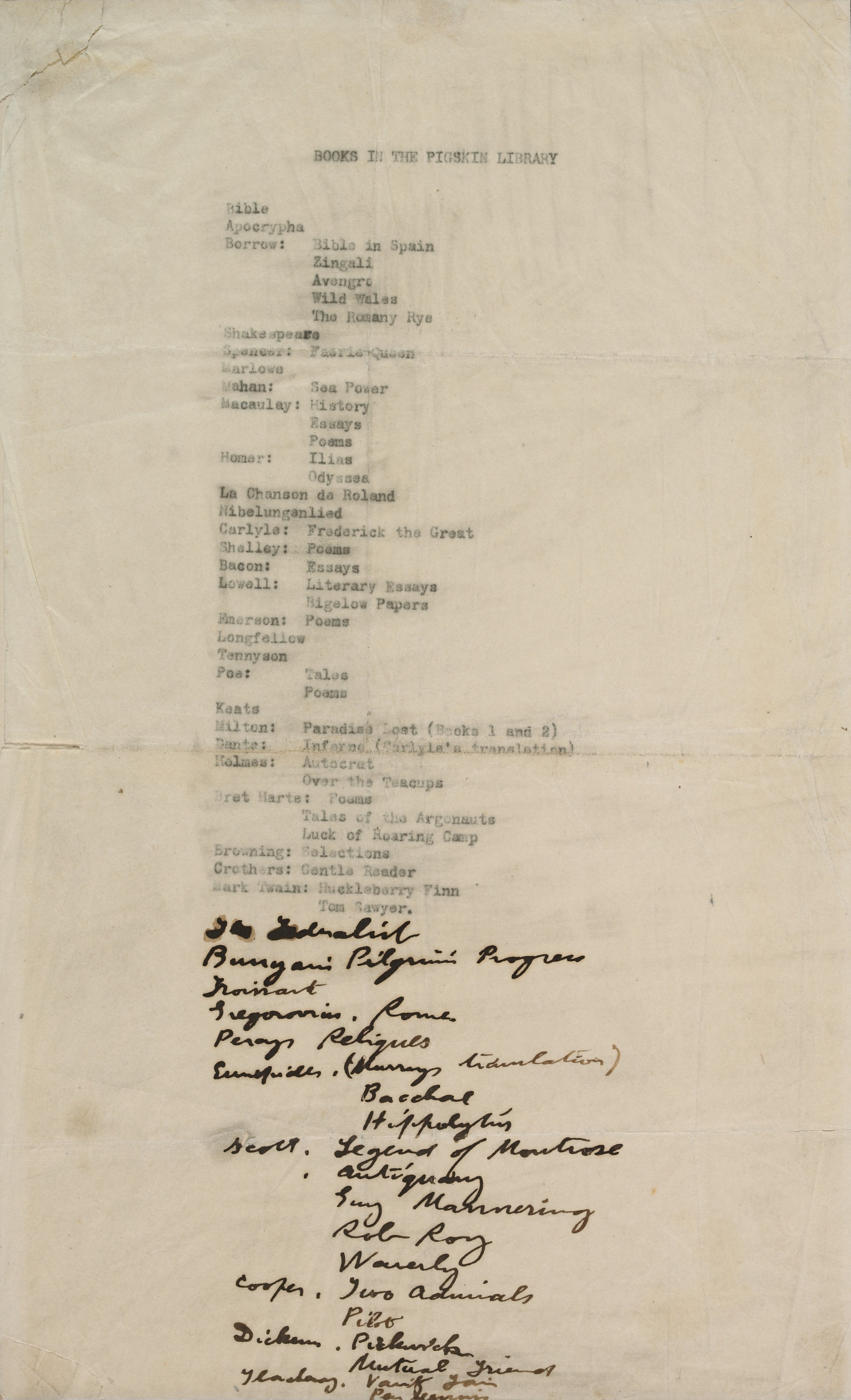
Frühes Inventar der Pigskin Library, teilweise handschriftlich, 1908/09

Eine Liste der in der Pigskin Library enthaltenen Bände erschien erstmals im Oktober 1909 im Scribner’s Magazine, im Rahmen der Veröffentlichung von Roosevelts Reisebericht African Game Trails. Ende April 1910 veröffentlichte Roosevelt den Essay The Pigskin Library im New Yorker Magazin The Outlook. Darin nimmt er zur Auswahl der Bücher Stellung und erörtert eine Anzahl der ausgewählten Autoren und Werke, auch in Bezug zu den übergangenen. Dieser Essay enthält eine Liste von Bänden der Pigskin Library, die gegenüber der ersten Version um mehrere Bände, die während der Expedition hinzugekommen waren, ergänzt ist. Der Essay mit der erweiterten Liste erschien unverändert als Anhang F in der Buchfassung der African Game Trails.
Die Auswahl der Bücher erfolgte durch Theodore und Kermit Roosevelt. Daher entsprechen die Bände der Bibliothek teilweise dem Geschmack Roosevelts, und teilweise dem Kermits. Eine Zuordnung einzelner Werke zu Vater oder Sohn ist jedoch nicht möglich. Roosevelt legte Wert auf die Feststellung, dass die Auswahl keineswegs jene Bücher umfasste, die für einen von ihnen am wichtigsten waren. Es seien einfach nur die Bücher, die sie aus irgendeinem Grund auf dieser Reise dabei haben wollten. Die von den Roosevelts getroffene Auswahl der Bücher wurde rasch zum Gegenstand öffentlicher Erörterungen, wobei die Mitwirkung Kermits nicht mehr wahrgenommen wurde. Theodore Roosevelt äußerte sich auf eine Nachfrage eher allgemein:

“Now, all this means that I take with me on any trip, or on all trips put together, but a very small proportion of the books that I like; and that I like very many and very different kinds of books, and do not for a moment attempt anything so preposterous as a continual comparison between books which may appeal to totally different sets of emotions. For instance, one correspondent pointed out to me that Tennyson was “trivial” compared to Browning, and another complained that I had omitted Walt Whitman; another asked why I put Longfellow “on a level” with Tennyson. I believe I did take Walt Whitman on one hunt, and I like Browning, Tennyson, and Longfellow, all of them, without thinking it necessary to compare them.”

„Nun, all das bedeutet, dass ich auf eine Reise, oder auf alle Reisen, nur einen kleinen Teil der Bücher, die ich mag, mitnehme, und dass ich sehr viele und sehr unterschiedliche Arten von Büchern mag, Nicht einen Augenblick würde ich etwas derart Groteskes wie einen ständigen Vergleich von Büchern unternehmen, die völlig unterschiedliche Emotionen ansprechen. So hat mich ein Journalist darauf hingewiesen, dass Tennyson im Vergleich zu Browning „trivial“ sei; ein anderer beklagte, dass ich Whitman ausgelassen habe; wieder ein anderer fragte, warum ich Longfellow mit Tennyson auf dieselbe Stufe gestellt habe. Ich glaube dass ich Walt Whitman auf einer Jagd dabei hatte. Und ich mag Browning, Tennyson und Longfellow. Sie alle, aber ohne dass ich es für notwendig halte, sie zu vergleichen.“

Die Roosevelts stellten die Werke der Pigskin Library am Anfang des Jahres 1909 zusammen. Der Präsident der Harvard University, Charles William Eliot, veröffentlichte 1909 und 1910 The Harvard Classics oder Dr. Eliot’s Five-Foot Shelf of Books, eine 50 Bände umfassende Sammlung von Werken der Weltliteratur. In einem Zusatzband waren neben 11 Leseplänen eine Reihe von Vorlesungen enthalten. Eliot vertrat die Auffassung, dass die sorgfältige Lektüre dieser 50 Bände nach einem der Lesepläne dem Leser eine liberale Bildung, Unterhaltung und den Beistand der größten Denker der Geschichte vermittelt. Eliot war bereits Präsident der Harvard University, als Roosevelt und sein Freund Henry Cabot Lodge dort studierten. Der geplante Umfang der Harvard Classics wurde Roosevelt im Herbst 1909 von seiner Ehefrau Edith Roosevelt in einem Brief mitgeteilt. In einem wenige Tage später verfassten Brief an Cabot nannte Roosevelt Eliots Liste als „den“ Kanon „ein wenig absurd“ und ließ sie nur als eine von vielen möglichen Auswahlen guter Bücher gelten. Er habe wenig Geduld mit Leuten, die sich ernsthaft mit Listen wie „die fünfundzwanzig besten Bücher“ der Welt befassen. Auch in seinem Essay The Pigskin Library übte Roosevelt harsche Kritik an Eliots Auswahl und an den damit verbundenen Ansprüchen.

## Verbleib
Nach der Expedition schenkte Roosevelt die Pigskin Library seiner Tochter Ethel Roosevelt Derby. Nach Roosevelts Tod, im Jahr 1925, übergab Ethel drei Bände, das Nibelungenlied, die Adventures of Huckleberry Finn und den ersten von zwei Bänden der Oeuvres complètes de Molière, sowie die Aluminiumkiste als Leihgabe dem Museum des Theodore Roosevelt Birthplace National Historic Site in New York City. Das 1916 abgerissene und 1923 rekonstruierte Geburtshaus Roosevelts wurde mit Möbeln eingerichtet, die von Roosevelts Witwe und Schwestern zur Verfügung gestellt wurden. Später wurde die Bibliothek im American Museum of Natural History ausgestellt. Ethel Roosevelt starb 1977 und vererbte die Pigskin Library an ihre Tochter Sarah Alden Derby Gannett. 1999 vermachte Gannett die Pigskin Library mit den 55 erhaltenen Bänden der Theodore Roosevelt Collection der Harvard College Library. 2003 wurde die Bibliothek der Houghton Library übergeben, die vorrangig seltene Bücher und Manuskripte der Harvard University Library verwahrt.
In ihrem heutigen Zustand umfasst die Pigskin Library 55 Bände. Dazu gehören 39 Werke von 22 Autoren aus Roosevelts erster Liste, die 37 Autoren und Werke ohne Autorenangabe berücksichtigte. Hinzu kommen vier Bände aus der 1910 in The Outlook veröffentlichten erweiterten Liste. Die Aluminiumkiste ist noch erhalten. Es existiert eine Nachfertigung der Kiste, die bei Ausstellungen aus konservatorischen Gründen anstelle des Originals gezeigt wird.